# Brampton
Brampton je město na jihu Ontaria v Kanadě, které je sídlem regionu Peel, který je jednou ze čtyř částí Velkého Toronta. V roce 2011 měl 523 911 obyvatel. Byl založen jako vesnice v roce 1853 a byl pojmenován podle venkovského města Brampton v Cumbrii v Anglii. Město bylo později známé jako The Flower Town of Canada (město květin v Kanadě), což bylo odvozeno od místního skleníkového průmyslu. Na začátku 21. století ve městě převládá zpracovatelský průmysl, maloobchod, logistika, informační a telekomunikační technologie.